# Maia (Adelsgeschlecht)
Die Familie Maia ist eine der acht ältesten portugiesischen Adelsfamilien, die sich genealogisch bis in das Jahr 415 zurückverfolgen lässt.

## Familienname und Geschichte
Der Nachname Maia, der ursprünglich mit der vorangestellten Präposition „da“ verwendet wurde, aber heute teilweise auch ohne diese verwendet wird, hat toponymische Ursprünge. Er leitet sich von den gleichnamigen Ländereien im Norden Portugals ab. Zum ersten Mal wird dieser Nachname in einem Dokument des Jahres 1097 erwähnt. Gonçalo Trastamires da Maia, Nachfahre des Königs von León, Ramiro II., und damit auch Nachfahre des Königs der Westgoten Athaulf, war der zweite Herr über diese Ländereien und der erste, der diesen Namen als Nachnamen angenommen hat. Seine Nachkommen haben diesen Nachnamen weitergeführt. Gonçalo Trastamires heiratete einmal und hinterließ Nachkommenschaft aus dieser Ehe. Sein Enkel Gonçalo Mendes da Maia, genannt o lidador (deutsch: der Anführer) war einer der wichtigsten Unterstützer des späteren ersten portugiesischen Königs Alfons I. Eine Quelle besagt, dass er noch im Alter von 95 Jahren an einer Schlacht gegen maurische Milizen teilnahm, aus der er zwar siegreich aber schwer verwundet hervorging. Ein weiteres berühmtes Mitglied dieser Familie war dessen Bruder, Paio Mendes da Maia, der von 1118 bis 1138 Erzbischof von Braga war und ebenfalls eine signifikante Rolle im Kampf um die Unabhängigkeit der damaligen Grafschaft Portugal vom Königreich León spielte.
Wie viele andere illustre portugiesische Familiennamen wurde auch der Name Maia im Laufe der Jahrhunderte von Menschen angenommen, die mit dem Stammvater dieses Geschlechts auf keine Art und Weise verwandt sind, so dass sich nicht jeder Träger dieses Nachnamens zum alten portugiesischen Adel zählen darf. So war es etwa im 15. und 16. Jahrhundert üblich, dass Juden, die zum Christentum konvertiert waren, die sog. „cristãos novos“ (deutsch: „neue Christen“), alte portugiesische Nachnamen annahmen, um ihre Herkunft zu verschleiern. Ferner war es viele Jahrhunderte lang üblich, den Namen des Geburts- oder Wohnortes als Nachnamen zu führen, so dass im Laufe der Jahrhunderte viele neue Maia-Familien entstanden. Heute gibt es nur noch wenige Maias, die ihren Stammbaum tatsächlich auf den Stammvater der Familie zurückführen können.

## Berühmte Mitglieder
- Trastamiro Aboazar (980–?)
- Gonçalo Trastamires da Maia (1000–1039)
- Mendo Gonçalves da Maia (1020–1065)
- Soeiro Mendes da Maia (1059–?)
- Gonçalo Mendes da Maia, o lidador (1060–1155)
- Paio Mendes da Maia, Erzbischof von Braga